# Національний природний парк «Прип'ять-Стохід»
Націона́льний приро́дний парк «При́п'ять-Стохі́д» — природоохоронна територія в Україні. Розташований на території Камінь-Каширського району (раніше Любешівського району) Волинської області.

## Історія
У 1980-х роках на території Любешівського району була створена низка заказників. У 1995 році створений регіональний ландшафтний парк «Прип'ять-Стохід», який об'єднав частину даних територій. 13 серпня 2007 року створений Національний природний парк «Прип'ять-Стохід», який об'єднав усі заповідні об'єкти Любешівського району.[джерело?]

## Ресурси парку
Загальна площа парку становить 39315,5 га, в тому числі 5961,93 га земель, що надаються йому в постійне користування. Північна межа парку проходить по кордону із республікою Білорусь. У структурі земель парку найбільше становлять болота — 43 %. Решта: ліси — 35 %, чагарники — 16 % і водний фонд — 6 %.

## Фізико-географічні умови
Рельєф Парку низовинний та плоский із переважанням акумулятивних поверхонь, клімат — помірно-континентальний з м'якою та вологою зимою і нежарким, із незначними опадами літом. В заплавах Прип'яті та Стоходу переважають лучно-болотні й болотні ґрунти, в пониженнях надзаплавних терас — торфово-болотні й торфові, в межах моренно-зандрових рівнинних межиріч — дерново-слабкопідзолисті й дерново-піщані. Територія парку значно заболочена та має високий показник густоти річкової сітки. Русла найбільших річок — Прип'яті і Стоходу розгалужуються на численні «рукави», лабіринти, із заболоченими та піщаними островами.

## Флора

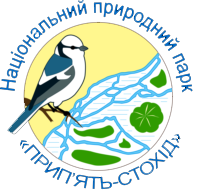
Логотип парку

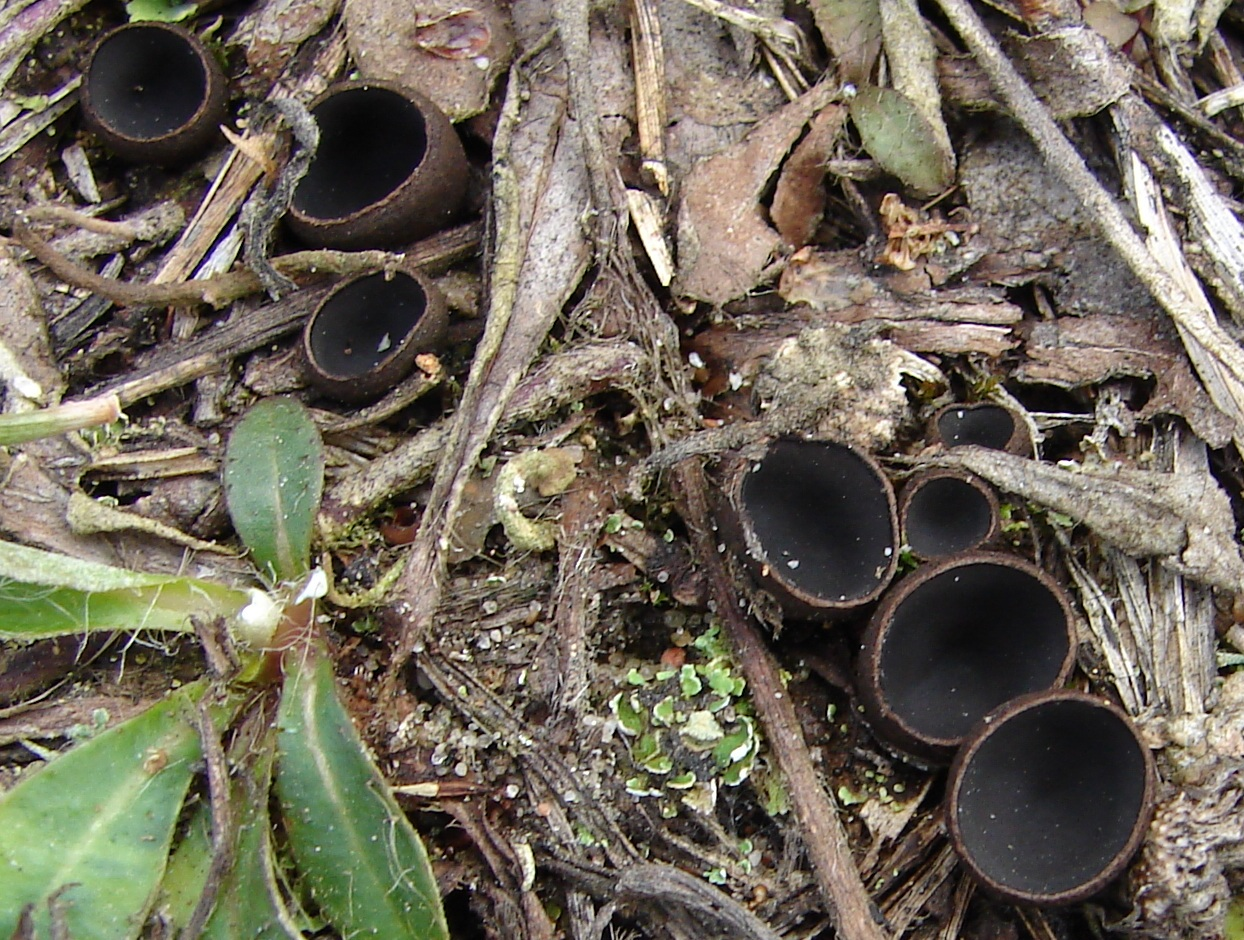
Pseudoplectania nigrella (Pers.) Fuckel

Завдяки своєму географічному розташуванню та своєрідній історії формування ландшафтів, які об'єднують цінні природні комплекси лабіринтів річок Прип'яті і Стоходу, тут сформувався своєрідний рослинний покрив, у якому переважає гідрофільний комплекс рослинності. На цій території зростає понад 550 видів вищих судинних рослин. Згідно з геоботанічним районуванням України територія НПП «Прип'ять-Стохід» належить до Ратнівсько-Любешівського (Верхньоприп'ятського) геоботанічного району Західнополіського округу соснових і дубово-соснових лісів та евтрофних боліт Українського Полісся.

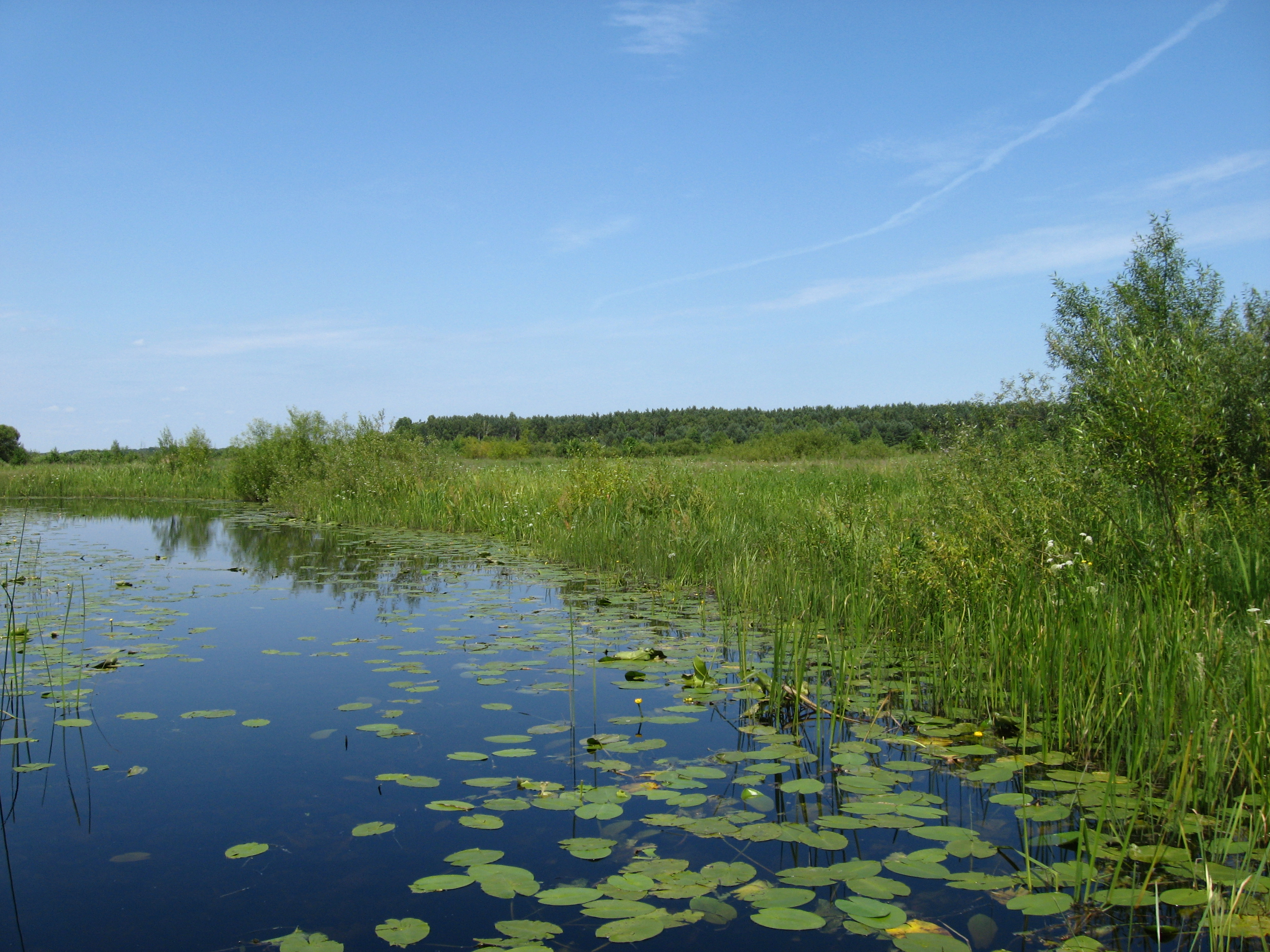
Старе русло річки Прип'ять біля впадіння у озеро Люб'язь

Внаслідок дуже високого рівня обводненості території водна рослинність є провідною у формуванні рослинного покриву. Так, у водах річок Прип'яті і Стоходу частими є угрупування з домінуванням глечиків жовтих. Як правило, в річках моновидовими є зарості куги озерної, у каналах часто домінують рдесники, а в заводях — ряски та багатокорінника. На прибережних ділянках формуються зарості їжачої голівки. Зрідка трапляються зарості рогозу та жабурника. Трапляється на цій території латаття сніжно-біле.
Прибережно-водна рослинність, що утворює густі і високі зарості у заплавах річок та по берегах озер представлена такими видами: очерет звичайний, лепешняк великий та рогіз вузьколистий. Тут також трапляється верба попеляста, плетуха звичайна, паслін солодко-гіркий, м'ята водяна, чистець болотний. Окремими куртинами зростають плакун верболистий, незабудка болотяна, півники болотяні, щавель прибережний. Зрідка трапляються цикута отруйна, пухирник звичайний, вовче тіло болотяне.

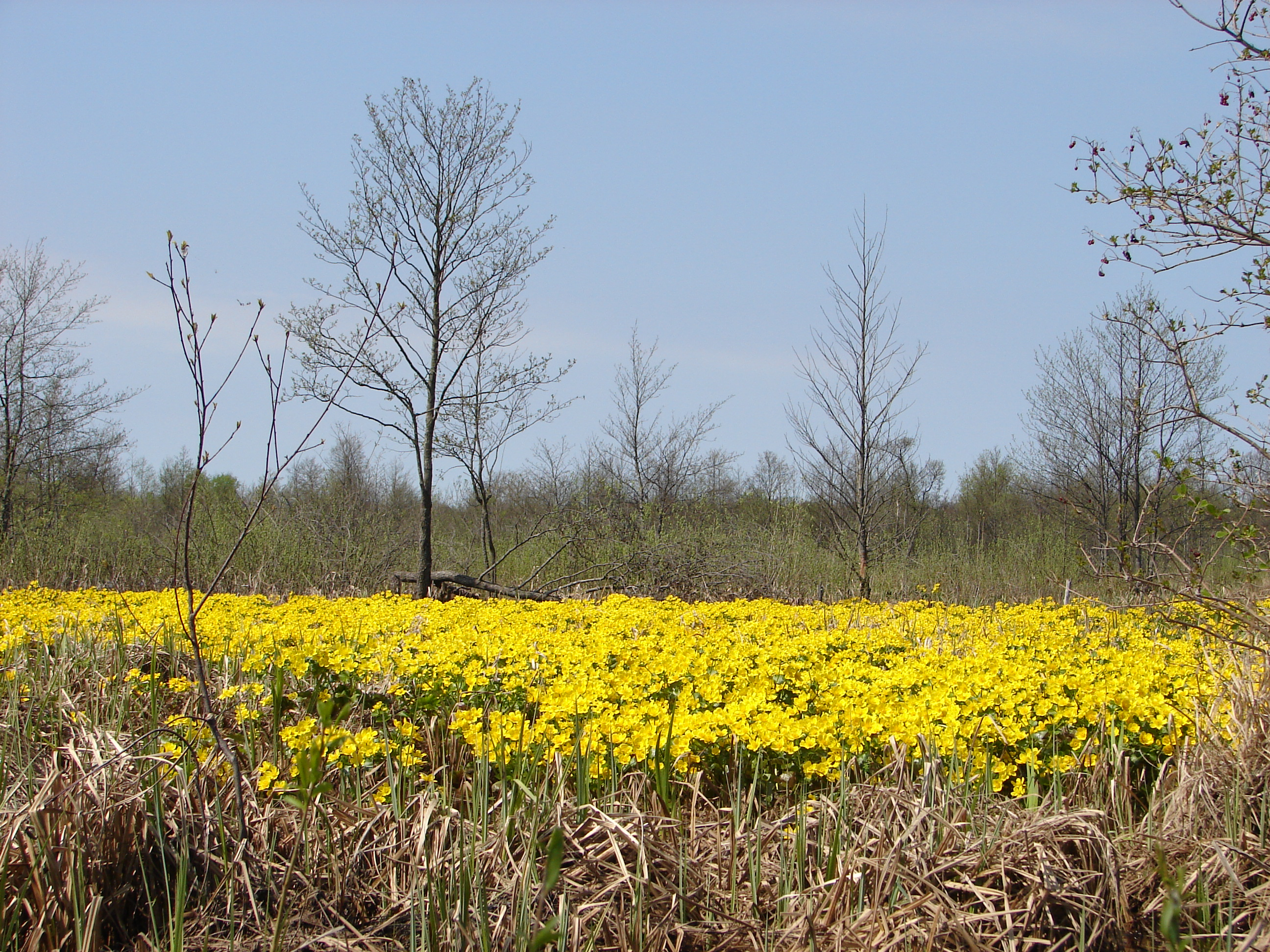
Калюжниця болотна. Caltha palustris L.

У складі болотних угруповань домінують бореальні види осоки чорна, здута, бліда, пухирчаста, висока. Звичайними видами є пухівка багатоколоскова, теліптерис болотяний. Зрідка трапляються росичка круглолиста, верба Старке.
Лучна рослинність трапляється на перехідних ділянках між лісом та болотом, часто в долинах річок чи навколо озер. Трапляються дрібноосокові луки з перевагою осоки звичайної та перстача гусячого, а на прибережних підвищеннях угрупованням з перевагою щучки дернистої. Переважають торф'янисті луки, де домінують молінія блакитна, медова трава шерстиста. Тут також трапляються ценози осок: чорної, жовтої, просоподібної. Менші площі підвищень заплав займають справжні луки, де зростають мітлиця тонка, тонконіг лучний, тимофіївка лучна.
З лісової рослинності тут переважають соснові та вільхові в перемішку з березою ліси, зрідка трапляються чисті березняки, збереглися також фрагменти грабово-дубових насаджень, а на невеликих підвищеннях навколо чагарникових і трав'яних боліт трапляються похідні дубові ліси.
У хвойних лісах зростають чорниця, брусниця, багно болотяне, квасениця звичайна. Звичайними є бореальні види: одинарник європейський, плаун булавоподібний, сухоцвіт лісовий, ожина шорстка та ін.
У листяних лісах поширені зірочник лісовий, перлівка поникла, горлянка повзуча, купина багатоквіткова, наперстянка великоквіткова, дзвоники персиколисті та ефемероїди — анемони дібровна і жовтецева, рясти ущільнений та порожнистий.
Чагарникова рослинність парку добре виражена і представлена заростями кущоподібних верб на болотах та зрідка — на безлісих піщаних грядах, серед яких домінантами виступають верби попеляста та пурпурова.
На території району серед боліт, лук та лісів зростає 21 вид рослин, що занесені до Червоної книги України: щитолисник звичайний, який ще донедавна вважався взагалі зниклим з території України, альдрованда пухирчаста, сальвінія плавуча, пальчатокорінники м'ясочервоний, травневий та плямистий, плаун річний, баранець звичайний, лілія лісова, булатка довголиста, зозулині черевички справжні, коручки темно-червона та чемерникоподібна, гніздівка звичайна, любка зеленоквіткова, любка дволиста, осока затінкова та береза низька, а також близько 20-ти регіонально рідкісних видів рослин.
На сьогодні в НПП «Прип'ять-Стохід» зареєстровано 109 видів мохоподібних (Вірченко, 2014). Тут обстежені мохи евтрофних і мезотрофних боліт, вільшняків, дубово-грабових лісів, старих дотів. Особливе наукове значення мають в парку евтрофні карбонатні болота, на яких домінує центральноєвропейський вид осока Девелла, а з мохів ростуть дрепаноклади Зендтнера і багатодомний, каліергон гігантський, кампілій зірчастий та ін. З цікавих знахідок слід також відзначити гаматокауліс глянсуватий, занесений до Червоної книги мохоподібних Європи, а також сфагни великий та рожевий, що охороняються у Волинській області.

## Фауна
Загальна кількість зареєстрованих видів фауни становить 255 видів хребетних, з них променеперих риб — 24, саламандрових (хвостатих) — 2, безхвостих земноводних — 9, черепах — 1, плазунів — 4, птахів — 186, ссавців — 29 видів. Найбагатший тваринний світ водно-болотяних угідь. Тут на гніздуванні трапляється чапля сіра, крижень, лунь очеретяний, курочка водяна, лиска, очеретянка велика, гуска сіра, мартин малий, норець малий, плиска жовтоголова. В лісах водяться гадюка звичайна,шуліка чорний, лось, кабан дикий та інші тварини. Річки та озера парку багаті на рибу, серед якої найчастіше трапляється щука, плітка, лин, карась золотий та інші види цінних риб. Є також такий червонокнижний вид, як мінога українська. З земноводних і плазунів трапляється тритон звичайний, жаба ставкова, черепаха болотяна, вуж звичайний. Місцями можна побачити бобрів, проте вони тут не будують річкових загат.
На цій території водиться 28 видів фауни, занесених до Червоної книги України: ропуха очеретяна, лелека чорний, казарка червоновола, гоголь, скопа, лунь польовий, шуліка рудий, змієїд, орел-карлик, підорлик малий, беркут, орлан-білохвіст, глушець, журавель сірий, кулик-сорока, коловодник ставковий, кульон великий, крячок каспійський, пугач, дятел білоспинний, сорокопуд сірий, очеретянка прудка, горностай, норка європейська, борсук, видра річкова, вусач мускусний, махаон, контурниця пишна, а також 8 видів, занесених до Європейського Червоного списку тварин, що перебувають під загрозою зникнення у світовому масштабі: казарка червоновола, шуліка рудий, орлан-білохвіст, деркач, очеретянка прудка, вовк, соня горішникова та видра річкова і 2 види, занесені до Червоної книги Міжнародного Союзу Охорони Природи (МСОП): ропуха очеретяна та орлан-білохвіст. Територія парку є єдиним місцем гніздування синиці білої.
Крім того тут трапляється: 220 видів хребетних, віднесених до Конвенції про охорону дикої флори і фауни та природних середовищ існування в Європі; 49 видів птахів, віднесених до Угоди про збереження афро-євразійських мігруючих водно-болотяних птахів; 1 вид кажанів, віднесених до Угоди про збереження кажанів в Європі; 27 видів хребетних, віднесених до Конвенції про міжнародну торгівлю видами дикої фауни і флори, що перебувають під загрозою зникнення.
Територія парку є місцем масових сезонних міграцій птахів (120—150 тисяч особин). Частина території належить до водно-болотних угідь міжнародного значення.

## Історичне значення

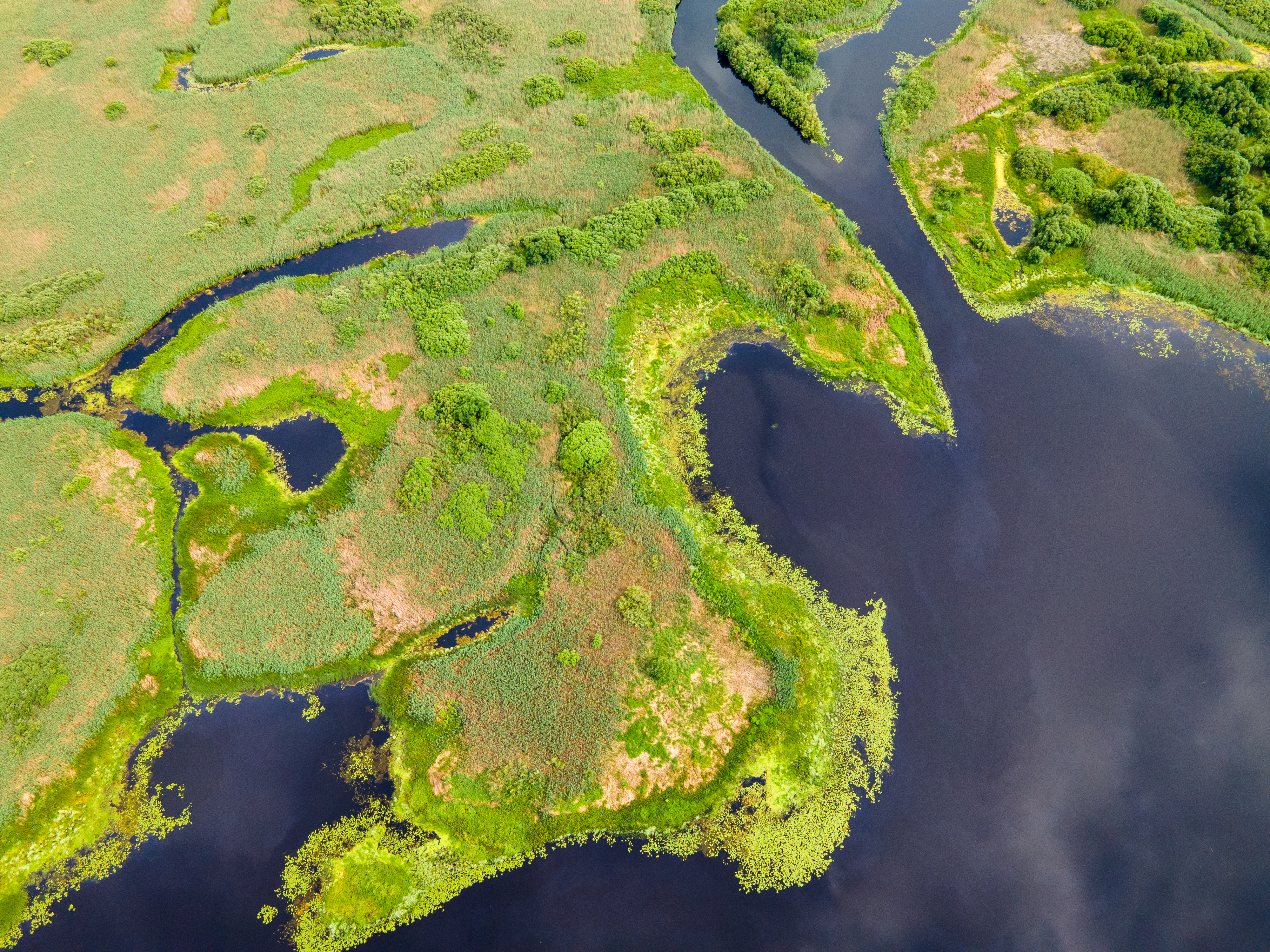
Національний природний парк з висоти пташиного польоту

Національний природний парк «Прип'ять—Стохід» багатий також на історико-культурну спадщину. Згідно з археологічними знахідками перші поселення людини з'явились тут 20 тисяч років тому — в епоху пізньої кам'яної доби. Знаходили також поселення епохи мезоліту, мідно-кам'яної доби, бронзи, заліза. Через цю територію в давні часи проходив водний торговий шлях «Із варяг у греки».
Найвизначнішими історико-культурними спорудами, які збереглися до нашого часу на території НПП «Прип'ять-Стохід», є ворота садиби-замку (XVIII ст.), що були побудовані в стилі бароко; колегія піярів, у якій навчалися багато видатних людей, серед яких найвиразнішою постаттю є польський національний герой Тадеуш Костюшко; а також кляштор і костел капуцинів. Є велика кількість храмів, переважно православних. В одному з них було видіння Божої Матері.

### Території ПЗФ у складі НПП «Прип'ять-Стохід»
Нерідко, оголошенню національного парку або заповідника передує створення одного або кількох об'єктів природно-заповідного фонду місцевого значення. В результаті, великий НПП фактично поглинає раніше створені ПЗФ. Проте їхній статус зазвичай зберігають.
До складу території національного природного парку «Прип'ять-Стохід» входять такі об'єкти ПЗФ України:
- Лісовий заказник місцевого значення «Дольський»
- Лісовий заказник місцевого значення «Білоозерський»
- Гідрологічний заказник місцевого значення «Рогізненський»
- Гідрологічний заказник місцевого значення «Цирський»
- Гідрологічний заказник місцевого значення «Великоглушанський»
- Гідрологічний заказник місцевого значення «Ветлівський»
- Гідрологічний заказник місцевого значення «Бірківський»
- Гідрологічний заказник місцевого значення «Прип'ятський-1»
- Гідрологічний заказник місцевого значення «Прип'ятський-2»
- Гідрологічний заказник місцевого значення «Прип'ятський-3»
- Гідрологічний заказник місцевого значення «Ямно»
- Гідрологічний заказник місцевого значення «Гірківський»
- Ботанічна пам'ятка природи місцевого значення «Група дубів-1»
- Ботанічна пам'ятка природи місцевого значення «Група дубів-2»
- Ботанічна пам'ятка природи місцевого значення «Ділянка лісу-1»
- Ботанічна пам'ятка природи місцевого значення «Ділянка лісу-2»

## Освітньо-рекреаційне значення
На території парку діють туристичні маршрути: сільський зелений туризм і водні туристичні маршрути.

## Будівництво у національному парку

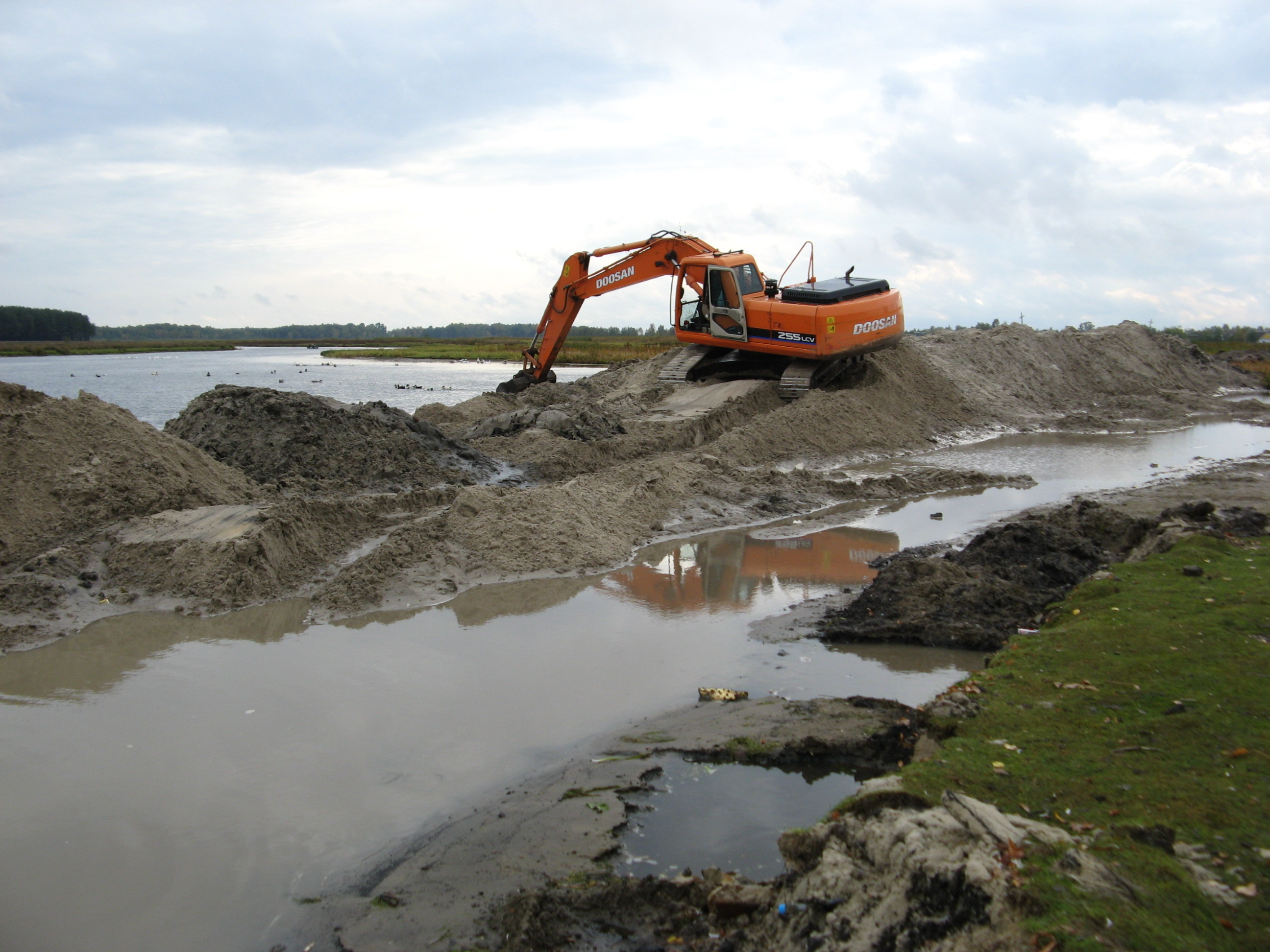
Екскаватори у національному парку 8 жовтня 2011 р.

У природоохоронній території національного парку (на річці Стохід) незважаючи на протести споруджена руйнівна для національного парку дамба.[джерело?]